# علم الأحياء عند أرسطو
يُشير علم الأحياء عند أرسطو إلى نظريته في علم الأحياء والتي تستند إلى الملاحظة المنهجية وجمع البيانات، لا سيما المتعلقة منها بعلم الحيوان، والمبثوثة في كتب أرسطو عن العلوم. أجرى أرسطو العديد من ملاحظاته المنهجية خلال إقامته في جزيرة لسبوس، وتضمنت على وجه الخصوص التوصيفات التي كتبها في دراساته لعلم الأحياء البحرية لبحيرة بيرا، والتي تُعرف حاليًا باسم خليج كالوني. تستند نظريته إلى مفهومه عن الهيلومورفية، والتي استقاها من نظرية المثل لأفلاطون، إنما تختلف عنها بصورة جوهرية.
تصف النظرية خمس عمليات بيولوجية رئيسية، وهي الأيض، والتنظيم الحراري، ومعالجة المعلومات، ومراحل التطور الجنيني، والتوريث. عرّف أرسطو كل عملية بشيء من التفصيل، وفي بعض الحالات بصورة كافية أتاحت لعلماء الأحياء المعاصرين الفرصة لإنشاء نماذج رياضية للآليات قيد الوصف. كما تُشابه منهجية أرسطو الأسلوبَ العلمي الذي تبنّاه علماء الأحياء المعاصرين عند استكشافهم منطقة جديدة، باللجوء إلى جمع البيانات بشكل منهجي، واكتشاف الأنماط، واستنتاج تفسيرات سببية محتملة من كلّ ما سبق. لم يُجرِ أرسطو تجارب بالمعنى المتعارف عليه حاليًا، إنما عمِد إلى ملاحظة الحيوانات الحية وإجراء عمليات التشريح. يُسمّي أرسطو ما يقارب الـ500 نوع من الطيور، والثدييات، والأسماك؛ كما يصِف عشرات الحشرات واللافقاريات. ويصف التشريح الداخلي لأكثر من مئة حيوان، وشرّح 35 منها تقريبًا.
تتناثر كتابات أرسطو عن علم الأحياء، التي تُعدّ الأولى من نوعها في تاريخ العلوم، تتناثر في عدة كتب، وتمثّل تقريبًا ربع كتاباته التي وصلتنا. من نصوص علم الأحياء الرئيسية تُذكر كُتب تاريخ الحيوانات، وتكاثر الحيوانات، وحركة الحيوانات، وتحرّك الحيوانات، وأعضاء الحيوانات، وعن الروح، بالإضافة إلى رسومات لم تصلنا عن التشريح والتي كانت مرفقةً بكتابه تاريخ الحيوانات.
باستثناء تلميذه ثاوفرسطس الذي كتب بحثًا استقصائيًا عن النباتات، لم يُجرَ أي بحث مشابهٌ في اليونان القديمة، رغم أن الطب الهلنستي في مصر واصل أبحاث أرسطو المتعلقة بآليات جسم الإنسان. خلّف علم الأحياء عند أرسطو تأثيرًا في العالم الإسلامي خلال العصور الوسطى. أعادت تراجم النسخ العربية والتعليقات إلى اللغة اللاتينية علوم أرسطو مرة أخرى إلى أوروبا الغربية، إنما يُعتبر كتابه عن الروح الوحيد بين كتبه في علم الأحياء والذي دُرّس على نطاق واسع في جامعات العصور الوسطى. تسبب ارتباط عمله في علم الأحياء بالفلسفة المدرسية في العصور الوسطى، وكذلك الأخطاء في نظرياته، تسبّب في رفض أوائل العلماء في الحقبة الحديثة المبكرة مثل غاليليو غاليلي وويليام هارفي لأرسطو. طوال قرون عديدة تواصل انتقاد أخطائه وتقاريره المنقولة. لقي أرسطو حالةً معتدلة من القبول في أوساط علماء الحيوان، وفي العصر الحديث ثبتت صحّة بعض ملاحظاته في علم الأحياء البحرية التي لطالما تعرّضت للسخرية.

## سياق

### خلفية أرسطو
درس أرسطو (384–322 قبل الميلاد) في الأكاديمية الأفلاطونية في أثينا، وأمضى فيها 20 عامًا تقريبًا. مثل أفلاطون، سعى أرسطو إلى الكليّات في فلسفته، إنما بخلاف أفلاطون، عزّز وجهات نظره بالاستناد إلى ملاحظات مفصلة ومنهجية، وخصوصًا في دراسته التاريخ الطبيعي لجزيرة لسبوس، حيث أمضى ما يقرب العامين، ودراسته للحياة البحرية في البحار المحيطة بها، لا سيما بحيرة بيرا في وسط الجزيرة. جعلته هذه الدراسة أول عالمٍ تصل أعماله الكتابية إلينا. لم يعمد أي عالم آخر لكتابة بحث تفصيلي مماثل في علم الحيوان حتى القرن السادس عشر؛ ولهذا السبب، حافظ أرسطو على تأثيره الشديد في العلوم طوال ألفي عام تقريبًا. عاد أرسطو إلى أثينا وأسس مدرسته الخاصة، ليقيون، حيث درّس في السنوات المتبقية من حياته. تمثّل كتاباته في علم الحيوان رُبع أعماله الباقية. كتب تلميذ أرسطو ثاوفرسطس كتابًا مشابهًا عن علم النبات، اسمه تحقيق في النبات.

### أشكال أرسطو
ارتكز علم الأحياء عند أرسطو على أساس نظريته في المُثُل، المشتقة من نظرية المثل لأفلاطون، إنما تختلف عنها اختلافًا كبيرًا. كانت مُثل أفلاطون أبدية وثابتة، نظرًا لكونها «مخططات في عقل الربّ». من وجهة نظر أفلاطون، يمكن للأشياء الحقيقية في العالم أن تكون في أحسن أحوالها صورةً تقريبية لتلك الأشكال المثالية. تبنّى أرسطو وجهة نظر أفلاطون وطوّرها إلى مجموعة من ثلاثة مفاهيم بيولوجية. فهو يستخدم نفس الكلمة اليونانية (إيدوس)، ليُشير في المقام الأول إلى أبرز المعالم الظاهرة للعيان والتي تميز نوعًا فريدًا من الحيوانات. استخدم أرسطو كلمة (غينوس) لتعني نوعًا ما. على سبيل المثال، فنوع الحيوان المسمى الطائر له ريش، ومنقار، وأجنحة، وبيضة ذات قشرة صلبة، ودم دافئ.
بالإضافة إلى ذلك، أشار أرسطو إلى حقيقة وجود العديد من أشكال الطيور ضمن نوع الطيور –الكركية، والعقاب، والغراب، والحباريات، والعصفور الدوري، وغيرها. كما توجد العديد من أشكال الأسماك ضمن نوع الأسماك. وفي بعض الأحيان، أطلق أرسطو على هذه الأنواع تسمية أتوما إييديه، أي الأشكال غير القابلة للتجزئة. ويُعتبر الإنسان واحدًا من هذه الأشكال غير القابلة للتجزئة: مثلًا، على المستوى الفردي، يختلف سقراط وجميع البشر عن بعضهم بعضًا، إنما لدينا جميعًا شكلٌ بشري.
في النهاية، لاحظ أرسطو أن الطفل لا يتخذ شكلًا اعتباطيًا، بل يتأتّى شكله من نُطَف والديه التي تتحد. بالتالي، تحتوي هذه النطف على الشكل، أو المعلومات (الوراثية) بالمصطلحات المعاصرة. يذكر أرسطو أنه أحيانًا يقصد هذا المعنى الثالث عبر ضربه تشبيهًا بفن نحت الخشب. فالقطعة المنحوتة تأخذ شكلها من الخشب (سببها المادي)؛ والأدوات وتقنية النحت المستخدمة في صنعها (سببها الفعّال)؛ والتصميم المرسوم لها (معلوماتها الضمنية). يؤكد أرسطو كذلك على الطبيعة المعلوماتية للشكل بقوله إن الجسم يتألّف من عناصر مثل الأرض والنار، كما أنّ الكلمةَ تتألف من حروف منتظمةٍ بترتيب معين.

## النظام

### الروح باعتبارها نظامًا
وفقًا لتحليل عالم الأحياء التطوري أرماند ماري ليروي، يضمّ علم الأحياء عند أرسطو خمس عمليات متشابكة رئيسية:
1. عملية الأيض، ووفقًا لها تحصل الحيوانات على المادة، وتغير صفاتها، وتوزّع هذه لاستخدامها في النمو، والعيش، والتكاثر
2. دورة التنظيم الحراري، وبها تحافظ الحيوانات على حالة الاستتباب الداخلي، ولكنها تفشل بشكل تدريجي بسبب الشيخوخة
3. نموذج معالجة المعلومات، وبواسطته تتلقى الحيوانات المعلومات الحسية، وتعالجها في مركز الحواس، وتستخدمها في حركات الأطراف. وهكذا، فقد فصل أرسطو بين الإحساس والفكر، على الضدّ من جميع الفلاسفة السابقين له باستثناء ألكمايون الكروتوني. [6]
4. عملية التوريث.
5. عمليات التطور الجنيني والتولد الذاتي.

يشكّل مجموع هذه العمليات الخمس ما أطلق عليه أرسطو تسميه الروح: وهكذا فالروح ليست شيئًا إضافيًا، إنما هي النظام المؤلّف من هذه الآليات بالضبط. وفقًا لأرسطو، تموت الروح مع الحيوان، وهكذا فهي ذات ماهية بيولوجية بحتة. لدى الأنواع المختلفة من الكائنات الحية أنواعٌ مختلفة من الروح. فللنباتات روح نباتية، وهي مسؤولة عن التكاثر والنمو. أما الحيوانات، فلديها روحٌ نباتية وروحٌ حاسّة، مسؤولة عن الحركة والإحساس. أما البشر ونظرًا لفرادتهم، فهم لديهم روحٌ نباتية، وروح حاسّة، وروح عاقلة، قادرة على التفكير والاستبصار.